# Віракетія (підрозділ окружного секретаріату)
Підрозділ окружного секретаріату Віракетія — підрозділ окружного секретаріату округу Хамбантота, Південна провінція, Шрі-Ланка. Складається з 72 Грама Ніладхарі.